# Боржес Коэлью, Жуан Паулу
Жуан Паулу Боржес Коэлью (порт.  João Paulo Borges Coelho, 1955, Порту) — мозамбикский историк и писатель, пишет на португальском языке.

## Биография
Отец — португалец, мать — уроженка Мозамбика. Учился в университете имени Эдуардо Мондлане (1978 — бакалавр, 1986 — лиценциат). В 1993 защитил докторскую диссертацию по социально-экономической истории в Брадфордском университете (Великобритания). Профессор в своей alma mater, издатель исторического журнала Arquivo, специалист по военной истории.
Выпустил несколько комиксов, в 2000-е годы активно публикуется как прозаик.

## Проза
- Akapwitchi Akaporo. Armas e Escravos , Ed. do Instituto Internacional do Livro e do Disco, Maputo 1981 (комикс)
- No Tempo do Farelahi, Ed. do Instituto Internacional do Livro e do Disco, Maputo 1984 (комикс)
- As Duas Sombras do Rio, Ndjira, Maputo e Caminho, Lisboa 2003 (роман)
- As Visitas do Dr. Valdez, Ndjira, Maputo e Caminho, Lisboa 2004 (роман, премия Жозе Кравейриньи)
- Índicos Indícios, 1. Setentrião, Ndjira, Maputo e Caminho, Lisboa 2005 (новеллы)
- Índicos Indícios, 2. Meridião, Ndjira, Maputo e Caminho, Lisboa 2006 (новеллы)
- Crónica da Rua 513.2 , Ndjira, Maputo e Caminho, Lisboa 2006 (роман; ит. пер. 2011)
- Campo de Trânsito, Ndjira, Maputo e Caminho, Lisboa 2007 (роман; ит. пер. 2012)
- Hinyambaan, Ndjira, Maputo e Caminho, Lisboa 2008 (повесть)
- O Olho de Hertzog, Ndjira, Maputo e Leya, Lisboa 2010 (роман, премия издательской группы Лейя, Португалия)
- Cidade dos Espelhos, Caminho, Lisboa 2011 (роман)